# Prix Lumière/Beste Darstellerin

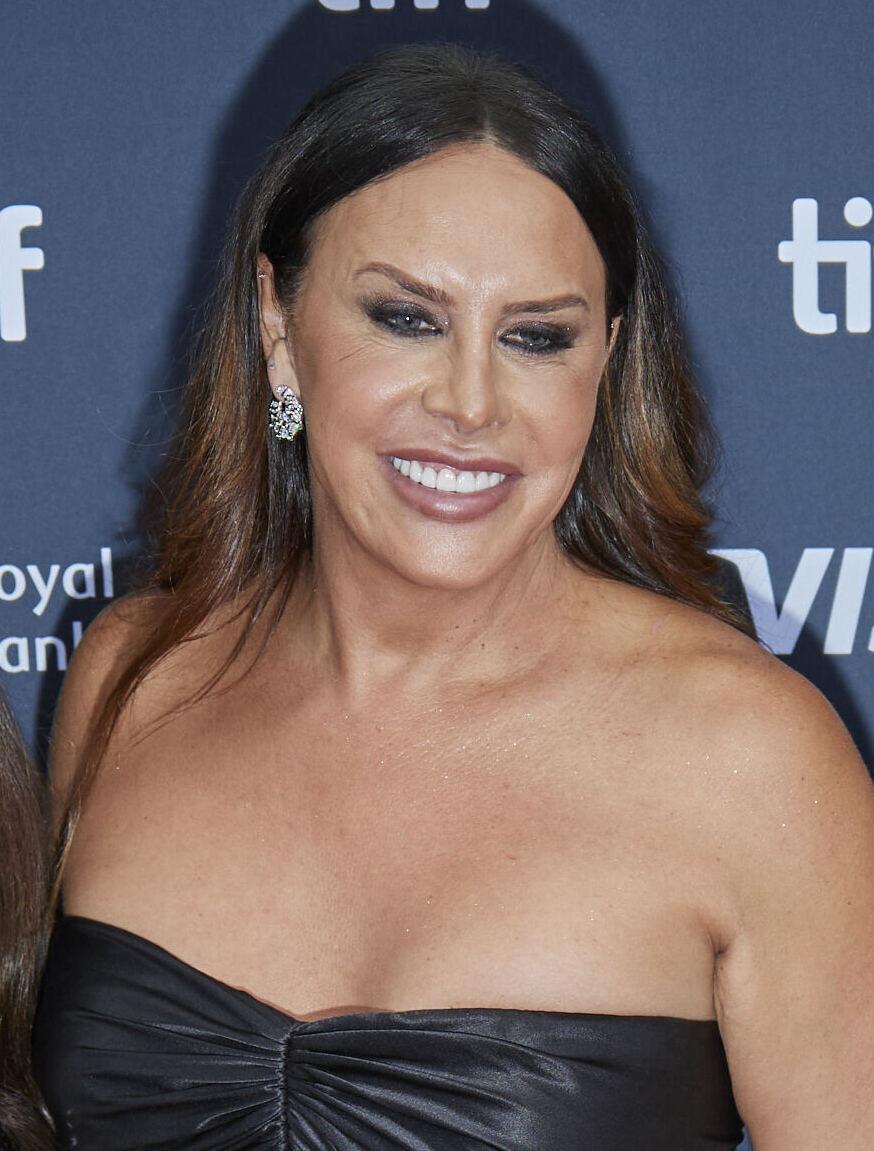
Preisträgerin 2025: Karla Sofía Gascón (Emilia Pérez)

Der Prix Lumière in der Kategorie Beste Darstellerin (Meilleure actrice) wird seit 1996 verliehen. Die französische Auslandspresse vergibt seit diesem Jahr ihre Auszeichnungen für die besten Filmproduktionen und Filmschaffenden rückwirkend für das vergangene Kinojahr.
Am erfolgreichsten in dieser Kategorie war Isabelle Huppert, die es auf vier Auszeichnungen brachte. In 16 Fällen stimmte die prämierte Darstellerin mit der späteren César-Gewinnerin überein, zuletzt 2024 geschehen mit der Preisvergabe an Sandra Hüller. Im Jahr 2021 wurde mit Barbara Sukowa (Wir beide) erstmals eine deutsche Schauspielerin geehrt, der 2024 ein Sieg Sandra Hüllers für Anatomie eines Falls folgte. Im Jahr 2025 wurde mit Karla Sofía Gascón (Emilia Pérez) erstmals eine offen transgeschlechtliche Schauspielerin ausgezeichnet.
| Jahr | Preisträgerin                      | Originaltitel                       | Deutscher Titel                                    |
| ---- | ---------------------------------- | ----------------------------------- | -------------------------------------------------- |
| 1996 | Isabelle Huppert*                  | La cérémonie                        | Biester                                            |
| 1997 | Fanny Ardant                       | Ridicule                            | Ridicule – Von der Lächerlichkeit des Scheins      |
| 1998 | Miou-Miou                          | Nettoyage à sec                     | Eine saubere Affäre                                |
| 1999 | Élodie Bouchez*                    | La vie rêvée des anges              | Liebe das Leben                                    |
| 2000 | Karin Viard*                       | Haut les cœurs!                     | Haut les cœurs!                                    |
| 2001 | Isabelle Huppert                   | Merci pour le chocolat              | Chabrols süßes Gift                                |
| 2002 | Audrey Tautou                      | Le fabuleux destin d’Amélie Poulain | Die fabelhafte Welt der Amélie                     |
| 2003 | Isabelle Carré*                    | Se souvenir des belles choses       | Claire – Se souvenir des belles choses             |
| 2004 | Sylvie Testud*                     | Stupeur et tremblements             | Mit Staunen und Zittern                            |
| 2005 | Emmanuelle Devos                   | Rois et reine                       | Das Leben ist seltsam                              |
| 2006 | Isabelle Huppert                   | Gabrielle                           | Gabrielle – Liebe meines Lebens                    |
| 2007 | Marina Hands*                      | Lady Chatterley                     | Lady Chatterley                                    |
| 2008 | Marion Cotillard*                  | La môme                             | La vie en rose                                     |
| 2009 | Yolande Moreau*                    | Séraphine                           | Séraphine                                          |
| 2010 | Isabelle Adjani*                   | La journée de la jupe               | Heute trage ich Rock!                              |
| 2011 | Kristin Scott Thomas               | Elle s’appelait Sarah               | Sarahs Schlüssel                                   |
| 2012 | Bérénice Bejo*                     | The Artist                          | The Artist                                         |
| 2013 | Emmanuelle Riva*                   | Amour                               | Liebe                                              |
| 2014 | Léa Seydoux                        | Grand Central La vie d’Adèle        | Grand Central Blau ist eine warme Farbe            |
| 2015 | Karin Viard                        | Lulu femme nue La famille Bélier    | Treibsand Verstehen Sie die Béliers?               |
| 2016 | Catherine Frot*                    | Marguerite                          | Madame Marguerite oder die Kunst der schiefen Töne |
| 2017 | Isabelle Huppert*                  | Elle                                | Elle                                               |
| 2018 | Jeanne Balibar*                    | Barbara                             | Barbara                                            |
| 2019 | Élodie Bouchez                     | Pupille                             | In sicheren Händen                                 |
| 2020 | Noémie Merlant                     | Portrait de la jeune fille en feu   | Porträt einer jungen Frau in Flammen               |
| 2021 | Martine Chevallier, Barbara Sukowa | Deux                                | Wir beide                                          |
| 2022 | Anamaria Vartolomei                | L’événement                         | Das Ereignis                                       |
| 2023 | Virginie Efira*                    | Les enfants des autres              | Les enfants des autres                             |
| 2024 | Sandra Hüller*                     | Anatomie d’une chute                | Anatomie eines Falls                               |
| 2025 | Karla Sofía Gascón                 | Emilia Pérez                        | Emilia Pérez                                       |

* = Schauspielerinnen, die für ihre Rolle später den César als Beste Hauptdarstellerin des Jahres gewannen